# Sky Destroyer
Sky Destroyer (スカイデストロイヤー?, Sukai Desutoroiyā) è un videogioco del 1985 per arcade di genere sparatutto, convertito nello stesso anno per il Famicom. Venne sviluppato e pubblicato dalla Taito.

## Modalità di gioco
Il giocatore pilota un aereo A6M Zero della seconda guerra mondiale, armato con due mitragliatrici e capace di lanciare siluri. Esso ha munizioni illimitate. Bisogna combattere contro dei caccia F6F Hellcat (F4U Corsair nella versione arcade), così come cacciatorpediniere, portaerei e sottomarini che cercheranno di abbatterlo. I combattenti rossi compaiono anche nei livelli bonus (quelli normali sono blu).
Usando due mitragliatrici, il giocatore può abbattere gli aerei e, usando i siluri, affondare le navi nemiche. A volte incontra un bombardiere B-24 Liberator, che spara anche allo Zero: è necessario bersagliare tutti e quattro i suoi motori affinché possa venire annientato. Ogni volta averlo fatto, tutti gli altri aerei nemici vengono distrutti. Le portaerei sono molto lontane, ma non attaccano direttamente lo Zero. Se due B-24 vengono abbattuti, il giocatore troverà il satellite che cade come bersaglio bonus: vengono assegnati punti appunto bonus per averlo colpito. Allo stesso modo, i bersagli bonus appaiono sotto forma di un dirigibile (dopo aver distrutto un cacciatorpediniere) e uno yacht (dopo aver distrutto una nave nemica di notte), per i quali vengono assegnati anche punti.
Il giocatore perde una vita se almeno un proiettile colpisce lo Zero o se tocca l'acqua con le vulnerabili ali. Alla fine di ogni livello, il giocatore vede sull'isola una batteria costiera, che dovrà anch'essa essere distrutta per completare la missione. Infine, il gioco è caratterizzato anche dal fatto che il cielo cambia colore in base all'ora del giorno: giorno (azzurro), sera (arancione), notte (blu scuro).

## Accoglienza
In Giappone, la rivista Game Machine ha indicato Sky Destroyer nel numero del 15 dicembre 1985 come la terza unità arcade di maggior successo del mese.